# 2015
2015 — рік за григоріанським календарем. Це 2015 рік нашої ери, 15 рік 3 тисячоліття, 15 рік XXI століття, 5 рік 2-го десятиліття XXI століття, 6 рік 2010-х років.

## Події

### Політика, вибори
- 1 січня — Латвія розпочала піврічне головування в ЄС
- 2 січня — Вірменія стала членом Євразійського економічного союзу[1]
- 11 січня — Колінда Грабар-Кітарович, яка представляла хорватську правоцентристську опозицію, обрана першою жінкою-президентом країни[2]
- 14 січня — президент Італії Джорджо Наполітано подав у відставку[3]
- 23 січня — парламент Таїланду ухвалив рішення про імпічмент колишньому прем'єр-міністру країни Їнглак Чинават і заборонив їй займатися політичною діяльністю протягом п'яти років[4]
- 25 січня — у Греції на позачергових парламентських виборах перемогла ліворадикальна партія «СІРІЗА»[5]
- 31 січня — на спільному засіданні обох палат італійського парламенту новим президентом Італії на 7-річний термін обраний 73-річний суддя Серджіо Маттарелла[6]
- 1 березня — владна Народно-демократична партія Таджикистану набрала на виборах до нижньої палати парламенту 65,4 %, зберігши більшість депутатських крісел[7]
- 2 березня — вихід Five Nights at Freddy's 3
- 10 березня — Росія заявила про вихід з Договору про звичайні збройні сили в Європі[8]
- 12 березня — Ісландія відкликала заявку на вступ до ЄС[9]
- 28 березня — президентські вибори в Нігерії виграв опозиційний кандидат Мухаммаду Бухарі[10], це перша мирна і демократична передача влади в історії країни
- 29 березня — Іслам Карімов переобраний президентом Узбекистану
- 15 квітня — Європарламент ухвалив резолюцію, в якій названо геноцидом вбивство 1,5 млн вірменів турецькою армією в часи Першої світової війни[11]
- 19 квітня — на загальних виборах у Фінляндії перемогу здобула опозиційна партія «Центр» на чолі з Юхою Сіпілею[12]
- квітень — Туреччина відкликала посла у Ватикані після Франциск назвав трагедію вірменів геноцидом[13]
- 26 квітня — чинний президент Казахстану Нурсултан Назарбаєв здобув перемогу на позачергових президентських виборах з результатом 97,7 % голосів[14]
- 26 квітня — чинний президент Того Фор Гнассінгбе переобраний на третій термін[15]
- 8 травня — Консервативна партія, яку очолює Девід Камерон, зайняла більшість місць у парламенті в результаті парламентських виборів
- 14 травня — уряд Японії затвердив закон, що скасовує заборону на ведення військових дій за кордоном, який діяв з моменту закінчення Другої світової війни[16]
- 16 травня — єгипетський суд засудив поваленого президента Мохаммеда Мурсі до страти через масову втечу з в'язниці в 2011 році[17]
- 21 травня — президент Киргизстану Алмазбек Атамбаєв підписав закон, яким приєднав країну до Євразійського економічного союзу[18]
- 24 травня — у другому турі президентських виборів у Польщі переміг кандидат від опозиційної партії Право і справедливість Анджей Дуда[19]
- 7 червня — правляча у Туреччині ісламсько-консервативна «Партія справедливості і розвитку» перемогла на виборах, але втратила абсолютну більшість в парламенті[20]
- 1 липня — Люксембург почав піврічне головування в Євросоюзі[21]
- 5 липня — греки на референдумі понад 61 % голосів сказали «ні» пропозиціям міжнародних кредиторів[22]
- 14 липня — у Відні між Іраном і «шісткою» міжнародних посередників підписано угоду щодо іранської ядерної програми[23]
- 20 липня — у Гавані та Вашингтоні відновлюють роботу посольства США і Куби[24], закриті з 1961 року
- 24 липня — П'єр Нкурунзіза, попри протести, втретє став президентом Бурунді
- 29 липня — Росія на засіданні Ради безпеки ООН застосувала вето до резолюції про створення міжнародного трибуналу з розслідування катастрофи літака «Малайзійських авіаліній» Боїнг-777 рейсу MH17 над територією України 17 липня 2014 року і загибелі 298 осіб[25]
- 2 серпня — Індія і Бангладеш вирішили територіальну суперечку, обмінявшись анклавами[26]
- 3 вересня — Конгрес Гватемали прийняв відставку президента Отто Переса, звинуваченого у корупційних злочинах[27]
- 14 вересня — Малкольм Тернбулл став новим лідером Ліберальної партії та прем'єр-міністром Австралії
- 14 вересня — у Греції Коаліція радикальних лівих сил (СІРІЗА) Алексіса Ципраса перемогла на дострокових парламентських виборах, набравши 35 % голосів[28]
- 16 вересня — Україна запровадила масштабні санкції проти Росії
- 4 жовтня — за результатом виборах у Киргизстані до парламенту пройшли шість партій
- 4 жовтня — на парламентських виборах у Португалії перемогу вибороли правоцентристи на чолі з чинним прем'єром Педру Пассушем Коелью, їхня коаліція «Португалія попереду» набрала 37 % голосів[29].
- 11 жовтня — президентом Білорусі переобраний Олександр Лукашенко, який займав цей пост з 1994 року[30].
- 19 жовтня — на парламентських виборах у Канаді перемогла опозиційна Ліберальна партія[31], лідер лібералів Джастін Трюдо очолив уряд.
- 25 жовтня — у Польщі на виборах до Сейму перемогла партія Качинського «Право і Справедливість»[32].
- 25 жовтня — колишній режисер і актор-комік Джиммі Моралес здобув перемогу на президентських виборах у Гватемалі[33].
- 1 листопада — владна партія Туреччини Партія справедливості і розвитку виграла парламентські вибори з результатом у 49,4 %, отримала в парламенті 315 місць з можливістю сформувати однопартійний уряд[34].
- 7 листопада — лідери Тайваню та Китаю провели першу зустріч з моменту закінчення громадянської війни у 1949 році: президент Тайваню Ма Інцзю і лідер Китаю Сі Цзіньпін зустрілися в Сингапурі[35].
- 8 листопада — у М'янмі на парламентських виборах перемогла опозиційна партія «Національна ліга за демократію» «„під проводом Аун Сан Су Чжі[36].
- 9 листопада — регіональний парламент Каталонії ухвалив резолюцію, що проголошує вихід провінції зі складу Іспанії[37].
- 22 листопада — опозиційний кандидат Маурісіо Макрі переміг на виборах президента Аргентини[38]
- 20 грудня — в Іспанії на виборах перемогла Народна партія, але втратила змогу сформувати уряд самотужки[39]

### Збройні конфлікти
- 1 січня — НАТО розпочинає в Афганістані нову місію Resolute Support' (Рішуча підтримка), на зміну місії Міжнародних сил з підтримки безпеки в Афганістані (ISAF)[40].
- 3 січня — ісламістське угруповання Боко Харам захопило місто Бага на північному сході Нігерії та військову базу, що там розташована[41].
- 13 січня — внаслідок обстрілу бойовиками угруповання ДНР автобуса, що прямував до Донецька, 12 людей загинуло і 16 поранено.
- 20 січня — у столиці Ємену, місті Сана, шиїтські повстанці захопили президентський палац[42].
- 21 січня — після 242 діб героїчної оборони українські вояки залишили зруйновані термінали донецького аеропорту[43].
- 24 січня — внаслідок артилерійського обстрілу російськими терористами східних житлових кварталів Маріуполя загинуло 30 осіб та близько сотні отримали поранення.
- 26 січня — курдське ополчення, що протистоїть силам угрупування Ісламська держава, відвоювало у неї сирійське місто Кобані на кордоні з Туреччиною[44].
- 27 січня — Верховна Рада України визнала Росію країною-агресором, а самопроголошені ДНР і ЛНР терористичними організаціями[45].
- 29 січня — у Вуглегірськ увійшли танкові загони бойовиків, у місті розгорнулися запеклі бої[46].
- 5 лютого — авіація Йорданії завдала перших авіаударів по позиціях Ісламської держави, відколи бойовики цього угруповання поширили відео спалення живцем полоненого йорданського пілота Моаза аль-Касасбеха[47].
- 10 лютого — російські терористи з Горлівки обстріляли з РСЗВ «Смерч» штаб антитерористичної операції і житлові квартали Краматорська. Загинули 17 людей, поранено понад 60, серед них вояки[48].
- 12 лютого — у Мінську за підсумками 16-годинних зустрічей лідерів країн Нормандської четвірки і учасників контактної групи був прийнятий комплекс заходів з врегулювання конфлікту на сході України.
- 18 лютого — українські війська покинули Дебальцеве.
- 22 березня — в Ємені шиїтський рух хуті зайняв третє за величиною місто Таїз і місцевий аеропорт[49].
- 25 березня — очолювана Саудівською Аравією коаліція з десяти сунітських країн почали військову операцію в Ємені проти шиїтських повстанців, що захопили владу[50]. До коаліції також входять Бахрейн, Катар, Кувейт, ОАЕ, Єгипет, Йорданія, Судан, Марокко і Пакистан.
- 29 березня — бойовики-суніти, опозиційні до Ісламської держави, захопили стотисячне місто і центр провінції Ідліб на північному заході Сирії[51].
- 2 квітня — 147 людей були убиті в університеті на північному сході Кенії через напад бойовиків сомалійського ісламістського угруповання Аль Шабаб[52].
- 17 травня — в Іраку угрупування Ісламська держава взяла під контроль місто Рамаді, столицю регіону Анбар.[53] Влада провінції повідомила, що жертвами бойовиків у Рамаді стали, щонайменше, пів тисячі цивільних.
- 20 травня — бойовики Ісламської держави взяли під контроль Пальміру (Сирія)[54].
- 3 червня — російсько-терористичні загони здійснили спробу наступу на Мар'їнку та втратили сотні бійців убитими та пораненими[55].
- 16 липня — урядові війська відвоювали у повстанців-хуситів найбільше портове місто Ємену Аден[56].
- 25 липня — турецька авіація завдала ударів по позиціях курдів та Ісламської держави у Сирії та Іраку. У відповідь, Курдська робітнича партія оголосила про припинення перемир'я[57].
- 27 серпня — вперше після початку військового протистояння з повстанцями-шиїтами Хусі війська Саудівської Аравії увійшли на території Ємену[58].
- 26 вересня — Росія, Сирія, Ірак та Іран створили у Багдаді інформаційний центр для боротьби з Ісламською державою[59].
- 28 вересня — таліби зайняли Кундуз, провінційний центр на півночі Афганістану[60]
- 30 вересня — Рада Федерації РФ, (верхня палата парламенту), дала згоду на використання військово-повітряних сил країни на території Сирії[61]. Вступ Росії у війну на боці сил Асада
- 25 листопада — турки збили російський винищувач Су-24, що перетнув кордон між Сирією і Туреччиною, внаслідок чого зібрано позачергове засідання НАТО[62]
- 25 листопада — іракські урядові війська звільнили від бойовиків Ісламської держави місто Ер-Рамаді, що перебувало під контролем терористів багато місяців[63]

### Економіка
- 1 січня — Литва увійшла в єврозону.
- 15 січня — курс євро до швейцарського франка впав на 30 % через рішення Центробанку Швейцарії знизити процентну ставку до −0,75 % і відмовитися від мінімального курсу національної валюти до євро[64]..
- 26 січня — Росія вперше відмовила невизнаному Придністров'ю у фінансовій допомозі[65].
- 26 січня — міжнародне рейтингове агентство Standard & Poor's знизило довгостроковий і короткостроковий валютні рейтинги Російської Федерації до спекулятивного рівня BB+/B з інвестиційного BBB-/A-3[66]..
- 5 лютого — Національний банк визнав неплатоспроможним банк «Надра» Дмитра Фірташа, який входить у групу найбільших фінустанов України[67]
- 6 лютого — Національний банк України підвищив облікову ставку з 14 % до 19,5 %[68]
- 23 лютого — три найбільших мобільних оператори України Київстар, МТС Україна і Астеліт (TM life :)) придбали ліцензії 3G на користування радіочастотним ресурсом для ІМТ-2000 (UMTS) в Україні[69]
- 3 березня — Національний банк України визнав п'ятий за величиною банк країни Дельта Банк неплатоспроможним[70].
- 4 березня — Національний банк України підвищив ставку рефінансування до 30 %[71].
- 11 березня — Рада директорів Міжнародного валютного фонду схвалила надання Україні близько $17,5 млрд у рамках нової програми розширеного фінансування[72].
- 9 квітня — найбільша компанія України Метінвест заявив про стан дефолту[73].
- 15 квітня — Сенат Конгресу Аргентини схвалив проєкт уряду адміністрації Кристини Фернандес де Кіршнер про націоналізацію залізниць в країні[74].
- 23 квітня — американські та британські регуляторні органи оштрафували Deutsche Bank на $2,5 млрд за спроби маніпулювати обліковими банківськими ставками[75].
- 12 травня —“ Укрзалізниця» повідомила кредиторам про настання технічного дефолту за її внутрішніми боргами[76].
- 14 травня — Газпром уперше програв суд по принциповій умові міжнародних контрактів «бери або плати»[77]: Віденський арбітраж підтвердив право чеської «RWE Transgas» знижувати об'єми закупівель без штрафів.
- 29 червня — у Пекіні підписано акт про створення Азійського банку інфраструктурних інвестицій[78], учасниками стали 57 держав, у тому числі Китай, Індія, Росія та Німеччина.
- 1 липня — Греція не перевела Міжнародному валютному фонду черговий платіж у розмірі 1,5 млрд євро, що означає визнання дефолту за борговими зобов'язаннями[79].
- 23 липня — власник газети «Financial Times» Пірсон узгодив продажу видання японській компанії Nikkei за $1.3 млрд[80].
- 27 липня — після 20 років переговорів Казахстан у Женеві підписав протокол про приєднання до Світової організації торгівлі[81].
- 3 серпня — Пуерто-Рико допустило дефолт за борговими зобов'язанням перед кредиторами[82].
- 3 серпня — у Єгипті запустили друге русло Суецького каналу[83].
- 1 вересня — найбільший російський авіаперевізник Аерофлот оголосив про придбання другої російської авіакомпанії Трансаеро за один рубль[84], у результаті операції з'явиться авіакомпанія, яка займе рівно половину російського авіаринку
- 4 вересня — Газпром підписав угоду про будівництво «Північного потоку-2»[85].
- 23 вересня — група китайських компаній уклала угоду з авіабудівною корпорацією Boeing про постачання 300 літаків на суму $38 млрд[86], угода була підписана під час візиту голови КНР Сі Цзіньпіна у США.
- 5 жовтня — США, Японія, Нова Зеландія, В'єтнам, Канада, Австралія, Малайзія, Перу, Бруней, Сингапур, Чилі та Мексика досягли угоди за договором про Транстихоокеанське партнерство (Trans-Pacific Partnership)[87].
- 8 жовтня — Київрада ввела мораторій на виплату зовнішніх боргів столиці, допустивши технічний дефолт[88]
- 12 жовтня — корпорація «Dell» анонсувала придбання «EMC²» за $67 млрд, це найбільше придбання в історії ІТ-індустрії[89]
- 25 жовтня — Україна припинила авіасполучення з РФ[90], у відповідь Росія увела дзеркальні санкції.
- листопад — парламент прийняв безвізовий пакет законів та поправок для просування по шляху до безвізового режиму з ЄС. Серед них — антидискримінаційні до ТК, антикорупційні тощо.
- 18 грудня — український уряд наклав мораторій на виплату Росії боргів на $3,5 млрд[91].
- 18 грудня — США зняли 40-річне ембарго на експорт сирої нафти[92].

### Наука і техніка
- 10 січня — американська компанія «SpaceX» успішно запустила з мису Канаверал вантажний корабель «Dragon», але не змогла зберегти, як планувалося, перший ступінь ракети-носія «Falcon 9» для повторного використання.
- 2 лютого — Іран з космодрому в пустелі Деште-Кевір на півночі країни за допомогою ракети-носія Safir здійснив успішний запуск орбітального супутника «Fajr» («Світанок»)[93].
- 11 лютого — «Європейське космічне агентство» здійснило запуск першого експериментального безпілотного космічного корабля багаторазового використання IXV (Intermediate eXperimental Vehicle)[94].
- 23 лютого — в Україні відбувся конкурс на частоти мобільного зв'язку третього покоління за технологією UMTS. Ліцензію отримали усі три GSM оператори країни: Київстар, МТС Україна та Life:)
- 27 березня — ракета-носій «Союз-ФГ» з кораблем «Союз ТМА-16М», на борту якого перебуває космонавти «Роскосмосу» Геннадій Падалка та Михайло Корнієнко і астронавт НАСА Скотт Келлі, стартувала з Байконура на «Міжнародну космічну станцію»[95]
- 12 квітня — Лінус Торвальдс випустив ядро Лінукс 4.0[96].
- 20 квітня — поїзд на магнітній подушці японської компанії «Central Japan Railway» встановив новий рекорд швидкості, розігнавшись у ході тестових випробувань до 603 км/год[97][98].
- 7 травня — новітній військово-транспортний літак Ан-178 здійснив свій перший політ[99].
- 23 липня — космічний корабель «Союз ТМА-17М», у команді якого росіянин Олег Кононенко, японський астронавт Кіміі Юі і астронавт НАСА Челл Ліндгрен, почав місію на МКС[100].
- 19 серпня — Японія запустила безпілотний космічний корабель «Коноторі» («Лелека») до Міжнародної космічної станції[101].
- 2 вересня — з космодрому Байконур стартувала ракета-носій «Союз-ФГ» з пілотованим кораблем «Союз ТМА-18», в екіпажі якого космонавт Сергій Волков, астронавт Андреас Могенсен і космонавт Айдин Аїмбетов[102].
- 22 грудня — ракета-носій Falcon 9 приватної американської компанії SpaceX вивела на орбіту 11 супутників зв'язку, після чого успішно повернулася на землю.

### Культура
UNESCO: Рік Малевича
- 16 лютого — фільм іранського режисера Джафара Панахі «Таксі» став володарем «Золотого ведмедя» Берлінського фестивалю[103].
- 24 травня — «Золоту пальмову гілку» на «Каннському кінофестивалі» отримав режисер Жак Одіар за фільм «Діпан».

### Суспільство
- 7 січня — у Парижі при нападі на редакцію сатиричного видання «Шарлі Ебдо» вбито 12 та поранено 11 осіб[104].
- 10 січня — корпорація «BBC» зняла заборону на зображення пророка Мухаммеда[105].
- 12 січня — влада Куби випустила з в'язниць 53 політичних ув'язнених, внаслідок розхолодження відносин Куба-США й відновлення двосторонніх відносин[106].
- 26 лютого — бойовики угруповання «Ісламська держава» зруйнували у музеї Мосула на півночі Іраку колекцію безцінних статуй і скульптур ассирійської доби[107].
- 5 березня — Верховна Рада України ухвалила за основу та в цілому президентський законопроєкт, яким запропоновано зробити вихідним днем День захисника України 14 жовтня[108].
- 26 червня — у Тунісі нападник відкрив вогонь по туристах, які відпочивали на пляжі біля міста Сус, жертвами теракту стали 40 осіб, ще близько 40 отримали поранення[109].
- 23 вересня — депутати міськради Артемівська Донецької області схвалили повернення місту історичної назви Бахмут[110].
- 24 вересня — поблизу Мекки у ході побиття камінням шайтана від тисняви загинули понад 2 тисячі осіб[111][112][113].
- 29 жовтня — Комуністична партія Китаю заявила про те, що сім'ям країни буде дозволено заводити по двоє дітей[114].
- 5 листопада — в Україні започатковано громадський проєкт Національну програму з протидії дорожньо-транспортному травматизму Traffic Challenge [115]
- 13 листопада — вибухи і стрілянина у Парижі. Кількість жертв — близько 130 осіб[116].

### Спорт
- 5 квітня — українка Марія Музичук стала чемпіонкою світу з шахів серед жінок.
- 2 червня — на тлі корупційного скандалу Йозеф Блаттер оголосив, що йде з посади президента Міжнародної федерації футболу (ФІФА) через чотири дні після переобрання на п'ятий термін[117].
- 12—28 червня — у Баку пройшли перші в історії Європейські ігри[118].
- листопад — світ сколихнули журналістські розслідування щодо допінгу у російському спорті. Російські легкоатлети дискваліфіковані IAAF на невизначений термін[119].
- 13 листопада — Рада Міжнародної асоціації легкоатлетичних федерацій (IAAF) зупинила членство Росії в організації на невизначений термін[120]

### Аварії та катастрофи
- 4 лютого — у Тайбеї в аварії турбогвинтового літака «ATR-72-600» тайванської авіакомпанії «TransAsia Airways», що здійснював внутрішній рейс з Тайбея на архіпелаг Цзіньмень у Тайванській протоці, загинуло 35 людей з 58 на борту[121].
- 4 березня — внаслідок вибуху на шахті імені Засядька в Донецьку загинули 33 гірники[122].
- 14 березня — тропічний циклон «Пем» вдаривши по Вануату вбив 24 людини та зруйнував 90 % будівель у столиці Порт-Віла[123].
- 24 березня — літак A320 авіакомпанії Germanwings, що летів маршрутом Барселона-Дюссельдорф, розбився у французьких Альпах біля у міста Барселонетт, зі 146 людей на борту ніхто не вижив[124].
- 2 квітня — великий автономний морозильний траулер «Далекий Схід» з командою 130 чоловік на борту затонув в Охотському морі за 250 км на південь від Магадана, загинуло 54, пропали 15 моряків[125].
- 14 квітня — у результаті аварії судна, що прямувало з Лівії до Італії, загинули близько 400 мігрантів[126].
- 19 квітня — щонайменше 800 осіб загинули при аварії судна з біженцями у Сицилійській протоці в 100 км від лівійських берегів[127].
- 25 квітня — у Непалі стався найпотужніший за 80 років землетрус силою 7.9 балів, загинули понад 8 тисяч людей[128][129].
- 9 травня — в Іспанії біля аеропорту Севільї розбився військово-транспортний літак «Airbus A400M», який проходив випробування; загинуло 4, важко поранені 2 члени екіпажу[130].
- 18 травня — на північному заході Колумбії внаслідок зсуву ґрунту загинули щонайменше 63 людини[131].
- 2 червня — катастрофа туристичного теплохода «Східна зоря» на річці Янцзи у південній китайській провінції Хубей забрала життя 442 людей, виплили лише 12[132][133].
- 30 червня — в Індонезії військово-транспортний літак «С-130 Hercules» впав на житлові райони міста Медан, загинуло щонайменше 30 людей[134].
- 12 серпня — у китайському портовому місті Тяньцзінь прогриміли сильні вибухи через детонацію на складі небезпечних речовин, частина міста повністю зруйнована, сотні поранених і десятки загиблих[135].
- 11 вересня — від поривів вітру будівельний кран впав на мечеть Масджид аль-Харам у Мецці, загинуло 107, постраждали 238 осіб[136].
- 16 вересня — цунамі і землетрус (8,4 бали за шкалою Ріхтера) у Чилі зі смертельними наслідками.
- 2 жовтня — 237 осіб стали жертвами зсуву в поселенні Санта-Катаріна-Пінула у Гватемалі[137][138].
- 26 жовтня — землетрус магнітудою 7,5 забрав сотні життів в Афганістані та Пакистані[139].
- 31 жовтня — лайнер Аеробус А321 російської компанії Когалимавіа, що виконував рейс Шарм-еш-Шейх-Петербург, розбився над Синаєм, загинули всі 224 людини на борту. Це найбільша катастрофа в історії російської і радянської авіації.
- 31 жовтня — у нічному клубі в Бухаресті, де перебували близько 400 чоловік, виникла пожежа під час піротехнічного шоу, загинуло 60 людей[140]. Після трагедії прем'єр-міністр Румунії Віктор Понта подав у відставку[141].

## Народилися
дивись також Категорія:Народились 2015
- 2 травня — Шарлотта, принцеса Кембриджська

## Померли
дивись також Категорія:Померли 2015

## Нобелівська премія
- з медицини та фізіології: Вільям Кемпбелл, Сатоші Омура та Юю Ту за відкриття нового лікування інфекцій, які спричиняють паразити аскариди
- з фізики: Такаакі Каджита та Артур Макдональд за відкриття нейтринних осциляцій
- з хімії: Томас Ліндаль, Пол Модрич і Азіз Санкар за дослідження механізму відновлення ДНК
- з літератури: Світлана Алексієвич «за її багатоголосу творчість — пам'ятник стражданню і мужності у наш час»
- премія миру: Туніський квартет національного діалогу за відбудову демократії після Жасмінової революції 2011 року
- з економіки: Ангус Дітон «за аналіз споживання, бідності та добробуту»

## Вигадані події
- 21 жовтня 2015 року відбуваються події фільму «Назад у майбутнє 2».